# MTV Video Music Award a legjobb hiphopvideóért
Az MTV Video Music Award a legjobb hiphopvideóért díjat először 1999-ben adták át. Az MTV szerint a díjat nem konkrétan a hiphopvideóknak szánták, hanem a műfaj inspirálta daloknak, hisz előbbieket az MTV Video Music Award a legjobb rap videóért kategóriában díjazták. Ez megmagyarázza a nem hiphopdalok díjazását, például a Thong Song és az I'm Real. 2007-ben a díjat nem adták át, de 2008-ban visszatért a kategória. Mivel a legjobb rap videó és a legjobb R&B videó kategóriákat nem állították vissza, az ilyen alkotások is díjazhatóvá váltak ebben a kategóriában.
A legtöbbször díjazottak listájának élén OutKast, Missy Elliott és Eminem állnak két győzelemmel, míg a legtöbbször (ötször) Kanye West-et jelölték.
| Év   | Győztes                                                            | További jelöltek |
| ---- | ------------------------------------------------------------------ | --- |
| 1999 | Beastie Boys — Intergalactic                                       | - TLC — No Scrubs |
| 2000 | Sisqó — Thong Song                                                 | - Q-Tip — Vivrant Thing |
| 2001 | OutKast — Ms. Jackson                                              | - Eve (közreműködik Gwen Stefani) — Let Me Blow Ya Mind |
| 2002 | Jennifer Lopez (közreműködik Ja Rule) — I'm Real (Remix)           | - OutKast (közreműködik Killer Mike) — The Whole World |
| 2003 | Missy Elliott — Work It                                            | - Snoop Dogg (közreműködik Pharrell és Uncle Charlie Wilson) — Beautiful |
| 2004 | OutKast — Hey Ya!                                                  | - Kanye West (közreműködik Syleena Johnson)— All Falls Down |
| 2005 | Missy Elliott (közreműködik Ciara és Fatman Scoop) — Lose Control  | - Kanye West — Jesus Walks |
| 2006 | The Black Eyed Peas — My Humps                                     | - Kanye West (közreműködik Jamie Foxx) — Gold Digger |
| 2007 | A díjat nem adták át                                               | A díjat nem adták át |
| 2008 | Lil Wayne (közreműködik Static Major) — Lollipop                   | - Kanye West (közreműködik Chris Martin) — Homecoming |
| 2009 | Eminem — We Made You                                               | - Kanye West — Love Lockdown |
| 2010 | Eminem — Not Afraid                                                | - Kid Cudi (közreműködik az MGMT és a Ratatat) — Pursuit of Happiness |
| 2011 | Nicki Minaj — Super Brass                                          | - Kanye West (közreműködik Rihanna és Kid Cudi) — All of the Lights |
| 2012 | Drake (közreműködik Lil Wayne) — HYFR                              | - Kanye West (közreműködik Pusha T, Big Sean és 2 Chainz) — Mercy |
| 2013 | Macklemore és Ryan Lewis (közreműködik Ray Dalton) — Can't Hold Us | - Kendrick Lamar — Swimming Pools (Drank) |
| 2014 | Drake (közreműködik Majid Jordan) — Hold On, We're Going Home      | - Kanye West — Black Skinhead |
| 2015 | Nicki Minaj — Anaconda                                             | - Wiz Khalifa (közreműködik Charlie Puth) — See You Again |
| 2016 | Drake — Hotline Bling                                              | - 2 Chainz — Watch Out - Chance the Rapper (Saba közreműködésével) — Angels - Desiigner — Panda - Bryson Tiller — Don’t |
| 2017 | Kendrick Lamar — Humble                                            | - Big Sean — Bounce Back - Chance the Rapper — Same Drugs - DJ Khaled (Justin Bieber, Quavo, Chance the Rapper és Lil Wayne közreműködésével) — I'm the One - DRAM (Lil Yachty közreműködésével) — Broccoli - Migos (Lil Uzi Vert közreműködésével) — Bad and Boujee                                         |
| 2018 | Nicki Minaj — Chun-Li                                              | - Cardi B (21 Savage közreműködésével) — Bartier Cardi - The Carters — Apeshit - Drake — God’s Plan - J. Cole — ATM (Addicted to Money) - Migos (Drake közreműködésével) — Walk It Talk It |
| 2019 | Cardi B — Money                                                    | - 2 Chainz (Ariana Grande közreműködésével) – Rule the World - 21 Savage (J. Cole közreműködésével) — A Lot - DJ Khaled (Nipsey Hussle és John Legend közreműködésével) — Higher - Lil Nas X (Billy Ray Cyrus közreműködésével) — Old Town Road (Remix) - Travis Scott (Drake közreműködésével) — Sicko Mode |
| 2020 | Megan Thee Stallion — Savage                                       | - DaBaby – Bop - Eminem (Juice Wrld közreműködésével) — Godzilla - Future (Drake közreműködésével) — Life Is Good - Roddy Ricch — The Box - Travis Scott — Highest in the Room |

## Rekordok

### Legtöbb győzelem
| Helyezés        | 1.                | 2.                           | 3. |
| --------------- | ----------------- | ---------------------------- | --- |
| Előadó          | Drake Nicki Minaj | Eminem Outkast Missy Elliott | Megan Thee Stallion Cardi B Kendrick Lamar Macklemore & Ryan Lewis Lil Wayne The Black Eyed Peas Jennifer Lopez Sisqó Beastie Boys |
| Összes győzelem | 3                 | 2                            | 1 |

### Legtöbb jelölés
| Helyezés        | 1.         | 2.    | 3.          |
| --------------- | ---------- | ----- | ----------- |
| Előadó          | Kanye West | Drake | Nicki Minaj |
| Összes győzelem | 9          | 7     | 4           |